# Donald R. Prothero

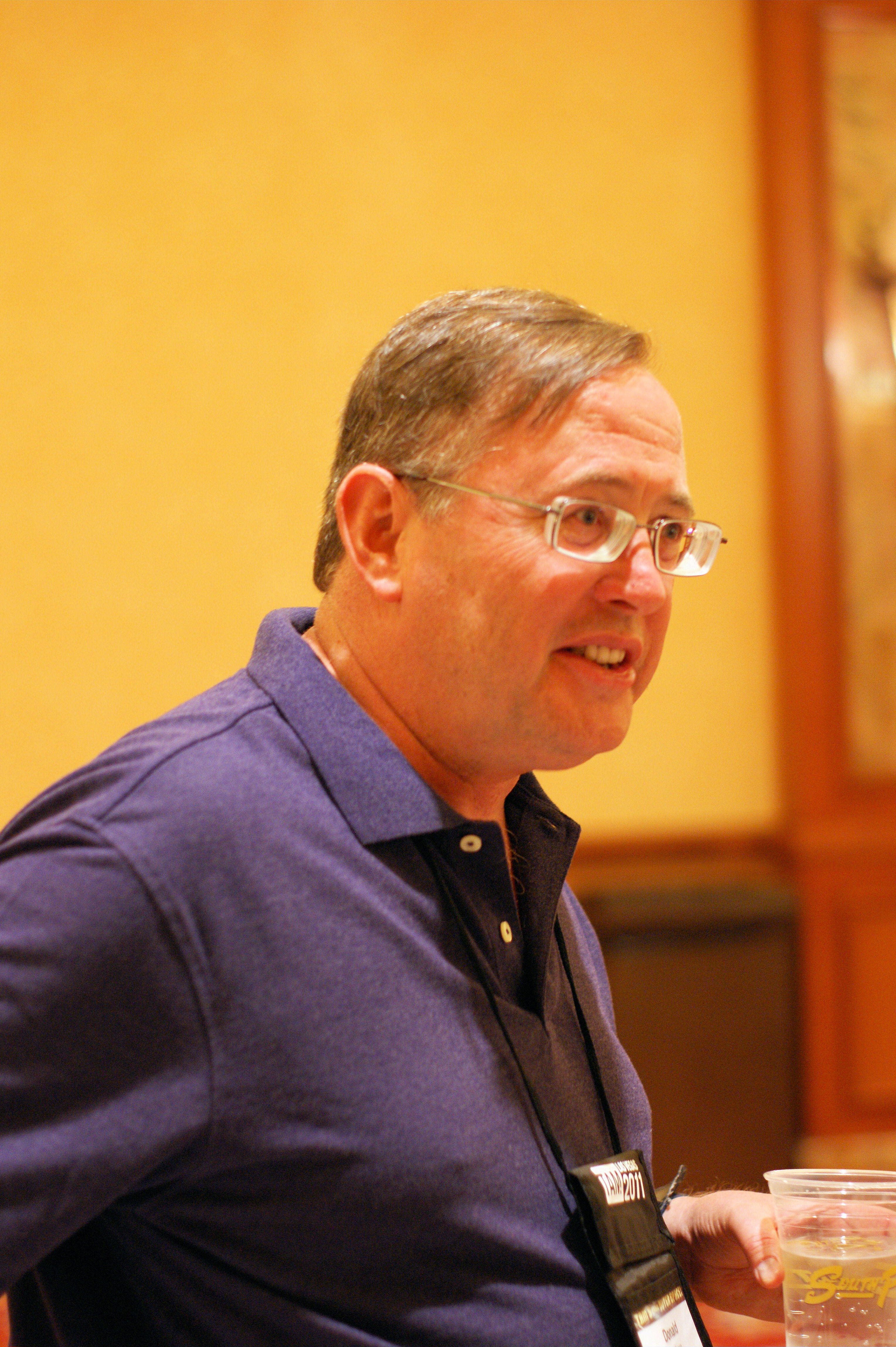
Donald R. Prothero

Donald Ross Prothero (* 21. Februar 1954 in Glendale, Kalifornien) ist ein US-amerikanischer Paläontologe. Seine Forschungsschwerpunkte sind die Wirbeltierpaläontologie, die Paläomammalogie sowie die Magnetostratigraphie.

## Leben
1976 erlangte Prothero seinen Bachelor of Arts an der University of California, Riverside. 1978 wurde er an Columbia University zum Master of Arts graduiert. 1979 erfolgte der Abschluss zum Master of Philosophy und 1982 wurde er zum Ph.D. an der Columbia University promoviert.
1978 war Prothero Lehrassistent an der Columbia University. Von 1982 bis 1985 war er Assistenzprofessor für Geologie am Knox College in Knox County, Illinois. Von 1985 bis 1991 war er Assistenzprofessor am Occidental College. Von 1991 bis 2001 war er außerordentlicher Professor und seit 2001 ist er Professor für Geologie am Occidental College. Seit 1986 ist er Wissenschaftlicher Mitarbeiter und seit 2003 Dozent für Geobiologie am California Institute of Technology.
Protheros Arbeit konzentriert sich auf die klimatischen und faunalen Veränderungen während des späten Eozäns und des Oligozäns, insbesondere anhand von Aufzeichnungen über Landsäugetiere, auf die magnetostratigraphische Korrelation von tertiären Gesteinen sowie auf die Evolution von Nashörnern, Kamelen, Equidae, Orodontidae, Moschustieren, Palaeomerycidae und Protoceratidae.

## Auszeichnungen
1991 wurde Prothero mit dem Charles Schuchert Award der Paleontological Society ausgezeichnet.

## Schriften (Auswahl)
- 1981: New Jurassic Mammals from Como Bluff, Wyoming, and the Interrelationships of Non-Tribosphenic Theria
- 1990: Interpreting the Stratigraphic Record
- 1994: The Eocene-Oligocene Transition: Paradise Lost (mit R. M. Schoch)
- 1994: Major Features of Vertebrate Evolution (mit F. Schwab)
- 1996: Sedimentary Geology: An Introduction to Sedimentary Rocks and Stratigraphy (3. Auflage 2013)
- 1998: Bringing Fossils to Life: An Introduction to Paleobiology (3. Auflage 2013)
- 2001: Earth: Portrait of a Planet (mit R. M. Schoch)
- 2002: Horns, Tusks, and Flippers: The Evolution of Hoofed Mammals
- 2005: The Evolution of North American Rhinoceroses
- 2006: After the Dinosaurs: The Age of Mammals
- 2007: Evolution: What the Fossils Say and Why It Matters
- 2009: Greenhouse of the Dinosaurs: Evolution, Extinction, and the Future of Our Planet
- 2011: Catastrophes! Earthquakes, Tsunamis, Tornadoes, and Other Earth-Shattering Disasters
- 2013: Rhinoceros Giants: The Paleobiology of Indricotheres (mit D. Loxton)
- 2013: Abominable Science!: Origins of the Yeti, Nessie, and Other Famous Cryptids, ISBN 978-0231153201.
- 2013: Reality Check: How Science Deniers Threaten Our Future, ISBN 978-0253010292.
- 2019: The Story of the Dinosaurs in 25 Discoveries: Amazing Fossils and the People Who Found Them
- 2020: Fantastic Fossils
- 2020: The Story of Evolution in 25 Discoveries: The Evidence and the People Who Found It